# عاصفة أواخر ديسمبر 2022 الشتوية في أمريكا الشمالية
وقعت عاصفة شتوية في أمريكا الشمالية في أواخر ديسمبر 2022، حيث تسبب إعصار مداري حلقي متفجر في حدوث عواصف ثلجية وعواصف شتوية في أماكن كثيرة من كندا والولايات المتحدة، مما أسفر عن مقتل 71 شخصًا، وتسبب في تراكم المركبات وإغلاق الطرق، وإلغاء أو تأخير أكثر من 10 آلاف رحلة جوية خلال موسم السفر المزدحم في موسم احتفالات رأس السنة. أطلقت The Weather Channel اسم Winter Storm Elliott على هذه العاصفة. توقعت دائرة الأرصاد الجوية الوطنية في بوفالو، نيويورك أن تكون هذه "عاصفة تحدث مرة واحدة في الجيل" ولاحظ مركز تنبؤات الطقس لاحقًا أنها كانت "تاريخية في القطب الشمالي".

## تاريخ الأرصاد الجوية

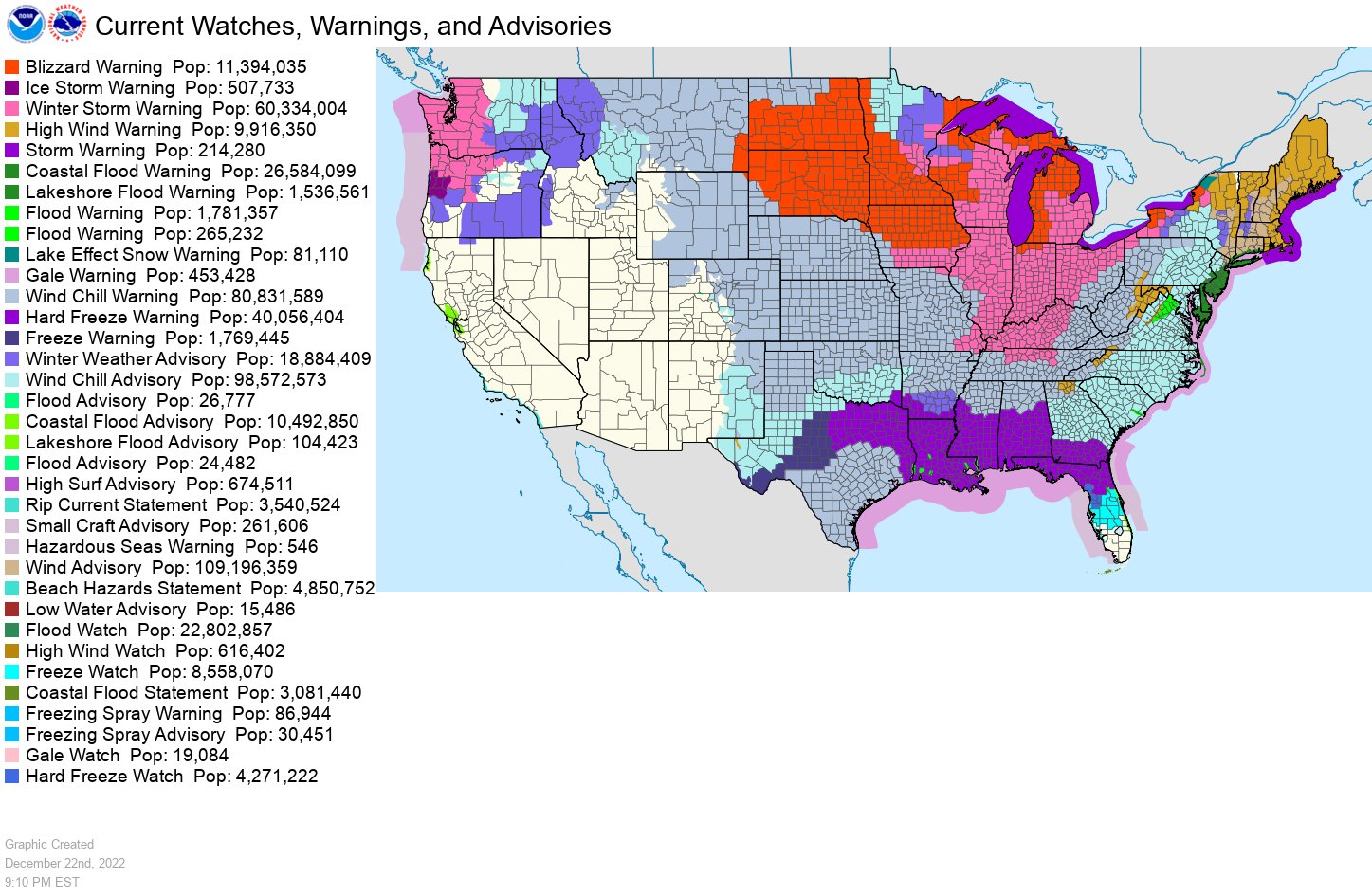
22 ديسمبر 2022، تحذيرات وإرشادات صادرة عن National Weather Service

بدأت العاصفة تتشكل في 21 ديسمبر 2022، وازدادت قوة فوق السهول الشمالية. ثم بدأت تتكثف خلال اليوم التالي، وتوقع The Weather Channel أنها ستتحول إلى إعصار متفجر. في 23 ديسمبر، أكدت خدمة الأرصاد الجوية الوطنية حدوث عاصفة ثلجية في مدينة سينسيناتي بولاية أوهايو، على الرغم من عدم إصدار تحذير من عاصفة ثلجية. عندما بدأت العاصفة في الخروج من البلاد، جلبت أعلى موجة مد (تُعد الرابعة) مسجلة إلى بورتلاند بولاية مين. وبعد فترة وجيزة، وُضع تحذير من عاصفة رعدية شديدة لمدينة نيويورك ولونغ آيلاند. تسببت العاصفة أيضًا في تساقط الثلوج بشكل قياسي في بوفالو، حيث بدأت بمطرٍ بلغ 1.98 بوصة (50 مـم)، ولكنها تحولت لاحقًا إلى ثلج وتراكمت إلى 49.2 بوصة (125 سـم). أصبحت ظروف العاصفة الثلجية في بافالو البالغة 37.25 ساعة أطول عاصفة ثلجية في تاريخ المدينة. في اليوم التالي، أتى الهواء البارد المتبقي في أعقاب العاصفة بثلوج المحيط إلى كيب كود.
في أونتاريو، أبلغت محطات الطقس بالمطار عن سرعة الرياح والرؤية في (سارنيا، لندن، كيتشنر، تورنتو، هاميلتون، سانت كاثرينز، ويارتون، بيتربورو، كينغستون، أوتاوا)، كانت كينغستون تعاني من عاصفة ثلجية (انخفضت الرؤية إلى 400 متر أو أقل بسبب هبوب ثلوج) من الساعة 2 ظهرًا في 23 ديسمبر حتى الساعة 7 مساءً في 24 ديسمبر،  وفي كارتون كانت العاصفة الثلجية من الظهر حتى الساعة 9 مساءً في 23 ديسمبر، وكانت تشاتام تتمتع برؤية على مدى 200 متر من الساعة 8 صباحًا حتى 7 مساءً، وفي سانت كاثرين كانت الرؤية 400 متر (0.25 ميل) أو أقل لمدة سبع ساعات، أما هاميلتون فقد عانت لمدة ست ساعات من مدي رؤية بلغ 400 متر (0.25 ميل) أو أقل، بل وصل مدى الرؤية إلى صفر لمدة ساعة. كان النصف الجنوبي من منطقة نياجرا، بما في ذلك فورت إيري، يعاني من عاصفة ثلجية معظم أيام 23 و24 ديسمبر، مما أدى إلى حالة طوارئ إقليمية وتقطعت السبل بالعديد من السيارات على الطرق مما أدى إلى توقف كاسحات الجليد عن العمل.
تسببت رياح العاصفة في إنشاء منطقة استنزاف على بحيرة إري، مما أدى إلى انخفاض مستويات المياه بشكل قياسي في الحوض الغربي للبحيرة.

## الاستعدادات
في 22 ديسمبر 2022، طلب الرئيس جو بايدن من الأمريكيين "الرجاء التعامل مع هذه العاصفة على محمل الجد".
في 21 ديسمبر، أعلن حاكم جورجيا بريان كيمب حالة الطوارئ وحذر الجمهور. وفي 22 ديسمبر، أعلن حاكم ولاية ساوث داكوتا كريستي نويم حالة الطوارئ لعاصفة شتوية للولاية وقام بتنشيط الحرس الوطني. بحلول 22 ديسمبر، أُعلنت حالة الطوارئ أيضًا في كولورادو وكونيتيكت وكانساس وكنتاكي وماريلاند وميسوري ونورث كارولينا ونيويورك وأوكلاهوما وويست فيرجينيا وويسكونسن. وقد قرر الكثير من الناس إلغاء احتفالات رأس السنة.
أصدرت وزارة البيئة الكندية تحذيرًا من عاصفة ثلجية في منطقة واسعة من جنوب غرب ووسط غرب أونتاريو (لا تشمل تورنتو وحدوة الحصان الذهبي الكبرى)، وكذلك منطقة نياجرا الجنوبية، ومناطق شرق خليج جورجيا والنهاية الشرقية لبحيرة أونتاريو، بما في ذلك كينغستون، بينما صدرت تحذيرات من عواصف شتوية لبقية جنوب أونتاريو.

## التأثير
| الدولة           | المنطقة             | حالات الوفاة |
| ---------------- | ------------------- | ------------ |
| كندا             | كولومبيا البريطانية | 4            |
| الولايات المتحدة | كولورادو            | 4            |
| الولايات المتحدة | كانساس              | 3            |
| الولايات المتحدة | كنتاكي              | 3            |
| الولايات المتحدة | ماريلاند            | 1            |
| الولايات المتحدة | ميشيغان             | 1            |
| الولايات المتحدة | ميسوري              | 1            |
| الولايات المتحدة | نبراسكا             | 1            |
| الولايات المتحدة | نيويورك             | 34           |
| الولايات المتحدة | أوهايو              | 9            |
| الولايات المتحدة | أوكلاهوما           | 3            |
| الولايات المتحدة | أوريغون             | 1            |
| الولايات المتحدة | بنسلفانيا           | 1            |
| الولايات المتحدة | جنوب داكوتا         | 1            |
| الولايات المتحدة | تينيسي              | 1            |
| الولايات المتحدة | فيرمونت             | 1            |
| الولايات المتحدة | ولاية ويسكونسن      | 2            |
| المجموع: 0       | المجموع: 0          | 71           |

### حالات الوفاة
حدثت الوفيات المرتبطة بالعواصف من مجموعة من الأسباب، مثل حوادث السيارات، وسقوط الأشجار، والصعق بالكهرباء، والتسمم بأول أكسيد الكربون.
في أوكلاهوما، تسببت أحوال الطرق الخطيرة التي سببتها العاصفة في وقوع عدة حوادث أسفرت عن مقتل شخص واحد. في كنتاكي، مات ثلاثة أشخاص، توفي اثنان منهم نتيجة حادث سير، بينما توفي الآخر "بسكن غير آمن". في مقاطعة فريدريك الشمالية بولاية ماريلاند، توفي رجل بعد سقوط شجرة على سيارته أثناء قيادته غربًا على طريق ماريلاند 77. في ولاية أوهايو، أدى حادث شمل أكثر من 50 مركبة على الممرات المتجهة شرقًا في أوهايو تورنبايك في مقاطعة ساندوسكي إلى إغلاق الطريق السريع لعدة ساعات وتسبب في مقتل أربعة أشخاص. تسببت العاصفة الثلجية الشديدة في منطقة بوفالو في نيويورك في مقتل 34 شخصًا، كان العديد منهم من المشاة الذين أصيبوا بالارتباك وحوصروا بالجليد، بالإضافة إلى السائقين الذين تقطعت بهم السبل في سياراتهم لأكثر من يومين، وبعض السكان الذين ماتوا لعدم استطاعة طواقم الطوارئ الوصول لهم في وقت الأزمات الطبية.

### البنية التحتية

#### اضطرابات السفر
حدثت اضطرابات واسعة النطاق للمسافرين في جميع أنحاء المنطقة المتضررة.
في منطقة سياتل، أُلغيت جميع الحافلات التي تديرها King County Metro وSound Transit بسبب ظروف الطريق الجليدية. كما جرى تعليق خط سياتل الأحادي بمركز سياتل.
حدث تكدس لقرابة خمسين مركبة بعد ظهر يوم الجمعة على طريق أوهايو تورنبايك المتجه شرقًا في مقاطعة ساندوسكي بولاية أوهايو، حيث امتد الزحام النهائي عبر حدود المقاطعة إلى مقاطعة إيري. أُبلغ عن أربع وفيات، منهم ركاب في ثلاث سيارات مختلفة على الأقل، نتيجة لهذا التزاحم. جرى إغلاق كلا الاتجاهين للدوران للامتداد بين طرق الولاية 53 و4 حتى منتصف بعد ظهر يوم السبت بينما قامت أطقم العمل بإخلاء الطريق.
في ميشيغان، ألغت هيئة النقل الإقليمية في جنوب شرق ميشيغان جميع الحافلات بين ديترويت وآن أربور يوم الجمعة بسبب العاصفة. وفي مترو ديترويت، علقت SMART الخدمة على خطوط الحافلات الثلاثة يوم الجمعة.
في أونتاريو، أعلنت GO Transit (لخدمة Great Golden Horseshoe حول تورنتو) عن تنفيذ خطة الثلج الخاصة بها، والتي قللت من خدمة الذروة للقطارات وعلقت القطارات السريعة، وألغت بعض الحافلات في منطقة نياجرا، حيث كان من المتوقع أن تصل سرعة الرياح إلى 100 كم / ساعة. في تورنتو، علقت لجنة العبور الخدمة في 41 محطة للحافلات في المواقع الجبلية وعلقت الخدمة على خط النقل السريع الخفيف في سكاربورو.
في مدينة نيويورك، جرى تعليق العبارة Staten Island Ferry لمدة ساعة تقريبًا.

#### تأخر الرحلات وإلغائها
أدت العاصفة إلى إلغاء 1000 رحلة على الأقل بحلول 21 ديسمبر، وفقًا لشركة فلايت أوير لتتبع الرحلات،  حيث ألغى مطار دنفر الدولي 500 رحلة. بحلول 22 ديسمبر، أفادت فلايت أوير أن أكثر من 10 آلاف رحلة قد تأخرت أو أُلغيت.
في ماساتشوستس، اضطر مطار بوسطن لوجان الدولي إلى إلغاء جميع الرحلات الجوية في 23 ديسمبر 2022. أدى هذا إلى مشاكل كبيرة بالنسبة للكثيرين الذين كانوا يسافرون لقضاء العطلات.
أغلقت العاصفة اثنين من مدارج العمليات الثلاثة في مطار سياتل تاكوما الدولي. وأوقفت خطوط ألاسكا الجوية رحلاتها مؤقتًا من مطار سياتل تاكوما الدولي ومطار بورتلاند الدولي في 23 ديسمبر. ألغت WestJet قرابة 126 رحلة في كولومبيا البريطانية و140 رحلة في أونتاريو وكيبيك.
ألغت شركة ساوث ويست إيرلاينز 48% من رحلاتها المجدولة. في اليوم التالي، 26 ديسمبر 2022، ألغت شركة ساوث ويست 2886 رحلة أخرى، وهو ما يمثل حوالي 70% من الرحلات المجدولة في ذلك اليوم. ووصفت وزارة النقل الأمريكية عمليات الإلغاء بأنها "غير مقبولة" وقالت إنها ستدرس عن كثب تصرفات ساوث ويست.

#### إغلاق طرق وحوادث
كما انتشر إغلاق الطرق خلال العاصفة. في داكوتا الشمالية، أُغلقت أجزاء من الطريق السريع 94 وطريق الولايات المتحدة رقم 281 وطريق الولايات المتحدة 52 وطريق داكوتا الشمالية السريع 46. كما أغلقت أجزاء من الطريق السريع 435 في مدينة كانساس سيتي بولاية ميزوري أيضًا. في نيو جيرسي، أُغلقت العديد من الطرق السريعة بين الولايات، وكذلك طريق نيو جيرسي 440، أمام السفر التجاري حتى إشعار آخر بدءًا من الساعة 9 صباح يوم 23 ديسمبر. تعرض الطريق السريع 94 لحوادث كبيرة متعددة في غرب ميشيغان. وجرى إغلاق العديد من الطرق السريعة الرئيسية في غرب نيويورك. وأغلق جزء من طريق هنري هدسون باركواي في برونكس. كما أُغلق طريق أوهايو تورنبايك في كلا الاتجاهين بسبب حوادث متعددة، واحدة منها تضمنت أكثر من 50 مركبة وأسفرت عن 4 وفيات. وفي مقاطعة جالاتين، كنتاكي، أغلق الطريق السريع 71 بسبب حوادث متعددة.
في جنوب غرب أونتاريو، أُغلق الطريق السريع 401 في 23 ديسمبر بين لندن وتيلبيري، غرب تشاتام، بسبب تزاحم حوالي 100 مركبة، بما في ذلك العديد من مقطورات الجرارات، وحدوث تصادمات متعددة، بينما أُغلق الطريق السريع 402 بين لندن وسارنيا بعد تزاحم 50 مركبة والظروف المتدهورة. في وقت مبكر من بعد الظهر، أعلنت شرطة مقاطعة أونتاريو (OPP) أن جميع الطرق السريعة والطرق في مقاطعتي بيرث وهورون قد أغلقت بسبب ظروف العاصفة الثلجية بينما أغلقت الشرطة في وقت لاحق بعد الظهر جميع الطرق السريعة والطرق في مقاطعتي بروس ودوفرين، وبعض الطرق في مقاطعة غراي والطريق السريع 21 بين سارنيا وغراند بيند داخل مقاطعة لامبتون. أُغلقت جميع الجسور بين منطقة نياجرا في كندا ومنطقة شلالات نياجرا في بوفالو في ولاية نيويورك الساعة 4:30 مساء يوم 23 ديسمبر بسبب حظر السفر على مستوى المقاطعة في ولاية نيويورك. وأُغلق QEW في منطقة نياجرا الجنوبية في الفترة من 23 إلى 25 ديسمبر بسبب تساقط الثلوج بكثافة وظروف العواصف الثلجية. بينما أعيد فتح الطريق السريع 401 في وقت مبكر من مساء يوم 24 ديسمبر، ظل الطريق السريع 402 وجميع الطرق في مقاطعات بيرث وهورون وبروس وغراي مغلقة مساء يوم 24 ديسمبر
في شرق أونتاريو، أغلقت الشرطة جميع الطرق في مقاطعة برينس إدوارد من 24 ديسمبر حتى صباح 26 ديسمبر بسبب انعدام الرؤية وتراكم الثلوج. وأُغلق الطريق السريع 417 بين أوتاوا وحدود أونتاريو-كيبيك من الساعة 11 صباحًا من 24 ديسمبر حتى 9 صباحًا 25 ديسمبر بينما أُغلق الطريق السريع 401 بين كوينتي ويست وحدود أونتاريو-كيبيك من صباح يوم 24 ديسمبر حتى الساعة 10 صباحًا 25 ديسمبر. في وسط أونتاريو، أُغلق الطريق السريع 11 من Orillia إلى Huntsville بدءًا من 24 ديسمبر
وتحطمت حافلة على طريق كولومبيا البريطانية السريع 97C بين كيلونا وميريت بسبب الطرق الجليدية التي أعقبت العاصفة، مما أسفر عن مقتل أربعة أشخاص وإصابة 36.

#### تأخر وإلغاء القطارات
تأخرت العديد من قطارات أمتراك أو جرى تشغيلها وفقًا لجداول زمنية معدلة أو إلغاؤها بالكامل بسبب العاصفة.
واجهت شركة فيا للسكك الحديدية الكندية مشاكل متعلقة بالطقس حيث تأخرت تسعة قطارات في مدينة كيبيك - وندسور كوريدور في 23 و24 ديسمبر بسبب سقوط الأشجار والفروع على القضبان أو على القطارات نفسها ؛ وتقطعت السبل بركاب بعض القطارات بالقرب من كوبورج لأكثر من 18 ساعة. بعد ظهر يوم 24 ديسمبر، خرج قطار شحن عن مساره وأجبر شركة فيا على إلغاء جميع القطارات بين تورنتو وأوتاوا أو مونتريال لذلك اليوم، 25 و26 ديسمبر.
في منطقة نيويورك الحضرية، تأخرت القطارات بسبب الفيضانات. وأُغلق طريق Long Island Rail Road في كلا الاتجاهين بين محطة بنسلفانيا ولونغ بيتش بسبب الفيضانات المفاجئة، وجرى تعليق خط Metro North Hudson مؤقتًا بين بكبسي وبيكسكيل بسبب الفيضانات أيضًا. شهدت New Jersey Transit تأخيرات تصل إلى 30 دقيقة.

#### حظر السفر
أصدرت مدينة شلالات نياجرا في نيويورك حظراً على السفر باستثناء السفر الضروري. حذت مقاطعة إيري، نيويورك، التي تضم مدينة بوفالو، حذوها بعد ذلك بوقت قصير. وظل حظر السفر ساريًا على بوفالو فقط حتى 26 ديسمبر. في 27 ديسمبر، أُرسلت شرطة الولاية والجيش إلى بوفالو لفرض حظر القيادة لتيسير جهود إزالة الجليد من الطرق.

#### حالات طوارئ الطاقة
أعلنت الإدارة الفيدرالية لسلامة ناقلات السيارات حالة طوارئ تغطي 44 ولاية أمريكية وواشنطن العاصمة، في 22 ديسمبر، وعلقت الحدود الزمنية القانونية للقيادة والقيود التنظيمية الأخرى. أصدرت كل من كولورادو وأيوا ونورث كارولينا وساوث داكوتا وويسكونسن تصريحات مماثلة على مستوى الولاية.

#### انقطاع التيار الكهربائي
في 23 ديسمبر، أفاد موقع poweroutage.us أن ما يقرب من 1.5 مليون عميل كانوا بدون كهرباء. ومن بين حالات انقطاع التيار الكهربائي هذه، سجلت ولاية ماين أكثر من 250 ألف عميل بدون كهرباء، ونورث كارولينا أكثر من 180 ألف، وأكثر من 100 ألف في فيرجينيا وتينيسي ونيويورك. تسبب الحمل العالي في إعلان سلطة وادي تينيسي في جنوب شرق الولايات المتحدة عن عدة ساعات من انقطاع التيار الكهربائي في معظم أنحاء منطقة خدمتها. حذت شركة Duke Energy حذوها بسبب درجات الحرارة الباردة في 24 ديسمبر
كان هناك قرابة 670 ألف أسرة في كيبيك بدون كهرباء في أوقات مختلفة خلال العاصفة. وفي أونتاريو، عانت 430 ألف أسرة من انقطاع الكهرباء في أوقات مختلفة أثناء العاصفة. كما فقد قرابة 70 ألف شخص في نيو برونزويك الكهرباء.

### تأجيل المباريات
أجلت رابطة الهوكي الوطنية مباراتين كان من المقرر لعبهما في 23 ديسمبر: حيث اجلت مباراة ديترويت ريد وينجز - أوتاوا سيناتورز إلى 27 فبراير، وجرى إعادة جدولة مباراة تامبا باي لايتنينغ - بوفالو سيبرز إلى 4 مارس. وتأجلت مباراة طريق بوفالو سيبرز ضد كولومبوس بلو جاكيتس من 27 ديسمبر بسبب استمرار حظر السفر في منطقة بوفالو وغلق مطار بوفالو.
أجَّل الدوري الوطني لكرة القدم انطلاق مباراة بين تينيسي تايتنز وهيوستن تكساس لمدة ساعة بسبب انقطاع التيار الكهربائي في المنطقة.

### إغلاق الشركات والمؤسسات
علقت شركة تايسون للأطعمة العمليات في بعض مصانعها نتيجة للعاصفة. وتعرضت العديد من خدمات التوصيل، بما في ذلك أمازون وفيديكس ويو بي إس والخدمة البريدية للولايات المتحدة USPS، إلى تأخيرات كبيرة في المحاور أو إغلاق مواقع المعالجة بسبب الظروف الجوية.
في جنوب أونتاريو، أُغلقت معظم المدارس، بما في ذلك تلك الموجودة في الشرق الأقصى مثل أوتاوا في 23 ديسمبر.
أغلقت العديد من المتنزهات الوطنية في الولايات المتحدة بسبب عاصفة الشتاء. وشمل ذلك، على سبيل المثال لا الحصر، الموقع التاريخي الوطني لقرى نايف ريفر الهندية في نورث داكوتا، ومتنزه بادلاندز الوطني في ساوث داكوتا، ومتنزه أبوماتوكس كورت هاوس التاريخي الوطني في فيرجينيا، وموقع كارل ساندبرج هوم التاريخي الوطني في نورث كارولينا.

### إلغاء خطط رأس السنة
اضطر الكثير من الناس إلى إلغاء خططهم لقضاء عطلة رأس السنة. وذكرت شبكة سي إن إن أنها "دمرت خطط رأس السنة". وأشارت صحيفة واشنطن بوست إلى أنه جرى إلغاء أكثر من 16 ألف رحلة خلال موسم السفر الأكثر ازدحامًا في العام.

## الموجة الباردة
بعد أن ضربت العاصفة، انتقلت موجة برد واسعة النطاق عبر أمريكا الشمالية.
- سجلت دنفر 3.9 بوصة (9.9 سـم) من الثلج، حيث انخفضت درجات الحرارة إلى −24 °ف (−31 °م)، وهي أبرد درجة حرارة في المدينة منذ 32 عامًا بالضبط. وشهدت أجزاء من الولاية ما يزيد على قدم من الثلج.[124][125][126] شهدت دنفر أكبر انخفاض في درجة الحرارة لكل ساعة في 21 ديسمبر من 4 إلى 5 مساءً، حيث انخفضت درجات الحرارة من 42 °ف (6 °م) حتى 5 °ف (−15 °م)، [127] والانخفاض الكلي من 51 °ف (11 °م) إلى −24 °ف (−31 °م) الذي يُعد ثاني أكبر تأرجح في درجات الحرارة لمدة يومين في دنفر.[128] بارتفاع −6 °ف (−21 °م) فقط، متوسط درجة الحرارة في دنفر −15 °ف (−26 °م) كانت ثاني أبرد متوسط درجة حرارة مسجلة.[129]
- حطمت مدينة شايان، وايومنغ، سجل انخفاض درجات الحرارة لكل ساعة في 30 دقيقة فقط، حيث انخفضت درجات الحرارة من 43 °ف (6 °م) إلى 3 °ف (−16 °م) من 1:05 مساءً إلى 1:35 مساءً[130] في كاسبر، −42 °ف (−41 °م) بتعيين سجل كل الوقت.[131]
- في مالطا، مونتانا، وصلت قشعريرة البرد إلى −72 °ف (−58 °م).[132]
- في ناشفيل، بلغ أدنى مستوى −1 °ف (−18 °م) وهي أبرد درجة حرارة في المدينة منذ عام 1996.[133]
- في 23 ديسمبر، شهدت أثينا، جورجيا، أبرد درجات الحرارة منذ عام 1989 وسجلت رقماً قياسياً في درجات الحرارة المنخفضة اليومية عند 11 °ف (−12 °م) درجة.[134]
- في 24 ديسمبر، سُجلت درجات حرارة منخفضة قياسية جديدة يوميًا في بيتسبرغ، بنسلفانيا، وتشارلستون، ساوث كارولينا، عند −5 °ف (−21 °م) و20 °ف (−7 °م) على التوالي.[135] سجلت معظم منطقة نيويورك الحضرية درجات قياسية في 24 ديسمبر، على الرغم من وصول الحرارة في سنترال بارك إلى 15 °ف (−9 °م) لكنها لم تكسر الرقم القياسي.[136] ومع ذلك، شهدت العديد من المدن في الساحل الشرقي مستويات قياسية في البرودة. سجلت واشنطن العاصمة رقماً قياسياً لأبرد درجة حرارة عالية عند 22 °ف (−6 °م)، [137] وسجلت فيلادلفيا أكبر رقم قياسي بارد عند 18 °ف (−8 °م)، [138]، وفي بالتيمور وصلت للرقم القياسي البارد عند 20 °ف (−7 °م)، [139] أما جبل بوكونو، بنسلفانيا، فقد حطم المستوى القياسي له في التاريخ حيث وصل إلى 4 °ف (−16 °م).[140] في بالتيمور، عانى فريق بالتيمور رافينز من أبرد درجات حرارة منذ انطلاقه على الإطلاق، عند 17 °ف (−8 °م)، مع رياح باردة تبلغ 2 °ف (−17 °م) فقط.[141]
- تجمدت تامبا في ليالي متتالية لأول مرة منذ عام 2010.[142] حتى أن بعض أجزاء وسط فلوريدا سجلت صقيعًا وهبوب ثلجية.[143] شهدتلك الأيام أبرد درجات حرارة مسجلة في ميامي عند 50 °ف (10 °م)، فورت لودرديل في 49 °ف (9 °م)، نابولي في 52 °ف (11 °م) وربط الرقم القياسي في بالم بيتش عند 47 °ف (8 °م). في فورت لودرديل، وصلت لثاني أبرد قمة مسجلة.[144]